# Douglas Preston

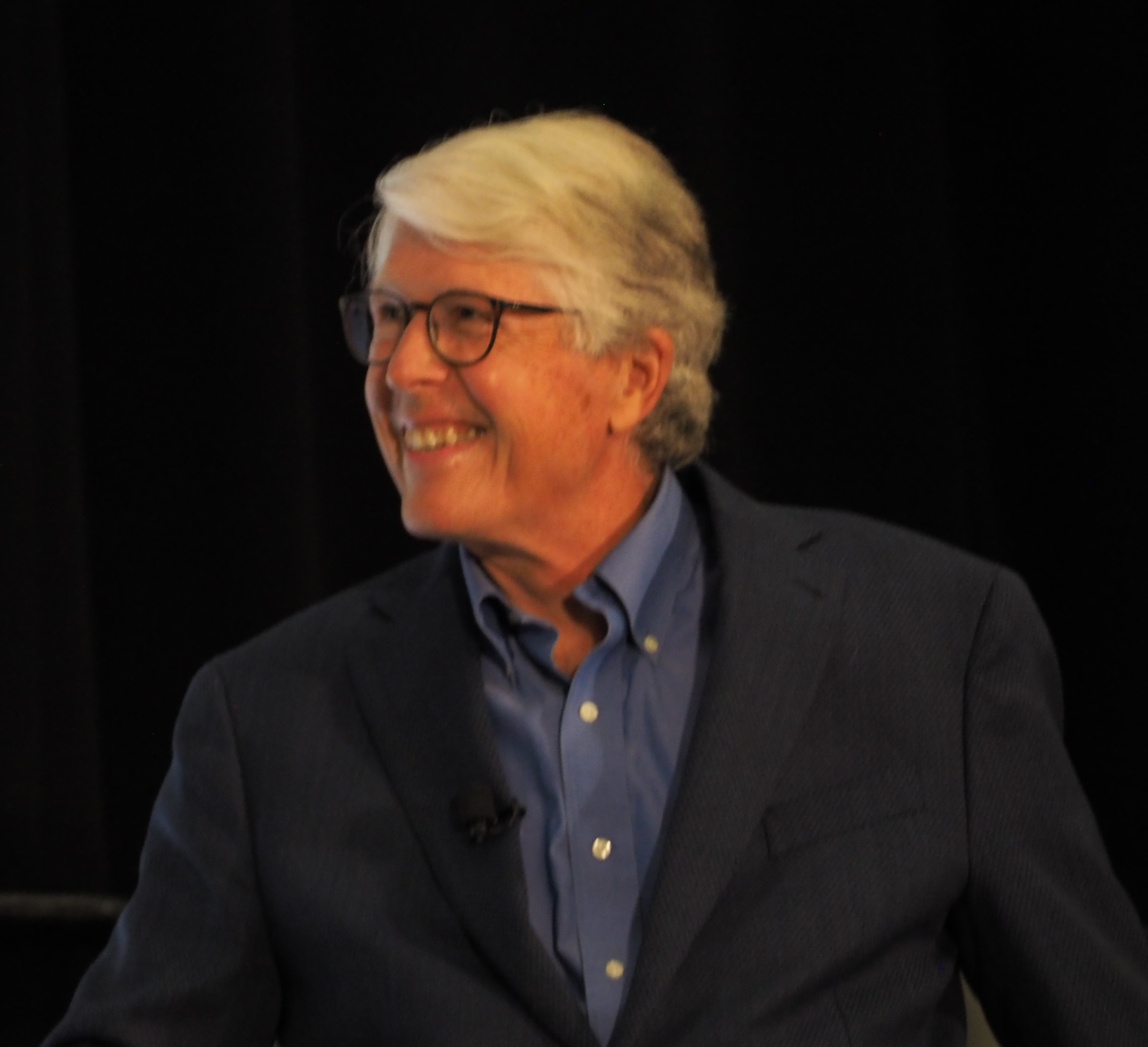
Douglas Preston, 2024

Douglas Jerome Preston (* 20. Mai 1956 in Cambridge, Massachusetts) ist ein US-amerikanischer Schriftsteller.

## Leben
Er studierte am Pomona College in Claremont, Kalifornien, Mathematik, Biologie, Physik, Anthropologie, Chemie, Geologie und Astronomie, bevor er zu englischer Literatur wechselte und darin graduierte.
Preston war von 1978 bis 1985 für das American Museum of Natural History in New York tätig und unterrichtete außerdem an der Princeton University. 1985 veröffentlichte er sein erstes Buch über das Museum. 1986 machte er sich als Schriftsteller selbstständig. 1994 erschien sein erster Roman Jennie, der zu einem großen Erfolg wurde.
Während seiner Arbeit am Naturhistorischen Museum lernte er Lincoln Child kennen. Bei einer nächtlichen Führung durch das Museum hatten Preston und Child die Idee zu dem Buch Relic, welches 1995 veröffentlicht wurde.
Eine Zeit lang lebte Preston mit seiner Familie in Florenz. Dort lernte er den italienischen Journalisten Mario Spezi kennen. Zusammen mit Spezi arbeitete er sich in den Fall des Monster von Florenz ein und sie veröffentlichten ein sehr kritisches Buch über die Ermittlungen. Gleiches taten sie im Mordfall Meredith Kercher.
Douglas Preston ist der jüngere Bruder von Richard Preston, der ebenfalls Schriftsteller ist.

## Werke
- Dinosaurs in the Attic – An Excursion into the American Museum of Natural History.
- Cities of Gold – A Journey Across the American Southwest. 1991
- Jennie. 1994
- Ribbons of Time. 1996
- The Royal Road. 1998
- The Monster of Florence: A True Story. 2008 (mit Mario Spezi, deutsch Die Bestie von Florenz, übersetzt von Katharina Volk)
- The Witch of Perugia. 2013 (mit Mario Spezi, deutsch Der Engel mit den Eisaugen, übersetzt von Kathrin Wolf und Maria Zybak)
- The Lost City of the Monkey God: A True Story. 2017 (deutsch Die Stadt des Affengottes: Eine unbekannte Zivilisation, ein mysteriöser Fluch, eine wahre Geschichte, übersetzt von Jürgen Neubauer)

### Broadbent & Ford-Reihe
- The Codex. 2004 (deutsch Der Codex, übersetzt von Ronald M. Hahn)
- Tyrannosaur Canyon. 2005 (deutsch Der Canyon, übersetzt von Katharina Volk)
- Blasphemy. 2008 (deutsch Credo. Das letzte Geheimnis, übersetzt von Katharina Volk)
- Impact. 2010 (deutsch Der Krater, übersetzt von Katharina Volk, 12/2010), ISBN 978-3-426-50048-4
- The Kraken Project. 2014 (deutsch Dark Zero, übersetzt von Michael Benthack)

### Hörbücher (Auszug)
- 2008: Credo – Das letzte Geheimnis, Lübbe Audio, Bergisch Gladbach, bearbeitete Fassung, 6 CDs, gelesen von Johannes Steck, 426 Min., ISBN 978-3-7857-3573-2
- 2011: Der Krater, Audible, ungekürzt, gelesen von Uve Teschner, Download, 741 Min.

### Mit Lincoln Child

#### FBI-Agent-Aloysius-Pendergast-Reihe
1. 1995: Relic (deutsch Relic – Museum der Angst, übersetzt von Thomas A. Merk)
2. 1997: Reliquary (deutsch Attic – Gefahr aus der Tiefe, übersetzt von Thomas A. Merk; Fortsetzung von Relic)
3. 2002: The Cabinet of Curiosities (deutsch Formula – Tunnel des Grauens, übersetzt von Klaus Fröba)
4. 2003: Still Life with Crows (deutsch Ritual – Höhle des Schreckens, übersetzt von Klaus Fröba)
5. 2004: Brimstone, Diogenes-Trilogie 1 (deutsch Burn Case – Geruch des Teufels, übersetzt von Klaus Fröba)
6. 2005: Dance of Death, Diogenes-Trilogie 2 (deutsch Dark Secret – Mörderische Jagd, übersetzt von Michael Benthack; Fortsetzung von Brimstone)
7. 2006: The Book of the Dead, Diogenes-Trilogie 3 (deutsch Maniac – Fluch der Vergangenheit, übersetzt von Michael Benthack; Fortsetzung von Dance of Death)
8. 2007: The Wheel of Darkness (deutsch Darkness – Wettlauf mit der Zeit, übersetzt von Michael Benthack)
9. 2009: Cemetery Dance (deutsch Cult – Spiel der Toten)
10. 2011: Fever Dream, Helen-Trilogie 1 (deutsch Fever – Schatten der Vergangenheit)
11. 2011: Cold Vengeance, Helen-Trilogie 2 (deutsch Revenge – Eiskalte Täuschung, übersetzt von Michael Benthack, Fortsetzung von 'Fever')
12. 2012: Two Graves, Helen-Trilogie 3 (deutsch Fear – Grab des Schreckens, übersetzt von Michael Benthack, Fortsetzung von Revenge)
13. 2013: White Fire (deutsch Attack – Unsichtbarer Feind, übersetzt von Michael Benthack)
14. 2014: Blue Labyrinth (deutsch Labyrinth – Elixier des Todes, übersetzt von Michael Benthack)
15. 2015: Crimson Shore (deutsch Demon – Sumpf der Toten, übersetzt von Michael Benthack)
16. 2016: The Obsidian Chamber (deutsch Obsidian – Kammer des Bösen)
17. 2017: City of Endless Night (deutsch Headhunt – Feldzug der Rache)
18. 2018: Verses for the Dead (deutsch Grave – Verse der Toten, Erscheinungstermin dt. Ausgabe: Dezember 2019)[1]
19. 2020: Crooked River[2] (deutsch Ocean – Insel des Grauens)
20. 2021: Bloodless (deutsch Bloodless – Grab des Verderbens, Erscheinungstermin dt. Ausgabe vom 1. Dezember 2021)[3]
21. 2023: Death (deutsch Death – Das Kabinett des Dr. Leng, Erscheinungstermin dt. Ausgabe vom 1. Dezember 2023)[4]
22. 2024: Angel of Vengeance (deutsch Poison – Schwestern der Vergeltung, Erscheinungstermin dt. Ausgabe vom 2. Dezember 2024)[5]

#### Gideon-Crew-Reihe
1. Gideon’s Sword, 2011 (deutsch Mission – Spiel auf Zeit, übersetzt von Michael Benthack, Erscheinungsdatum: 2. Mai 2011)
2. Gideon’s Corpse, 2012 (deutsch Countdown – Jede Sekunde zählt, Erscheinungsdatum: 2. November 2012)
3. The Lost Island, 2014 (deutsch Lost Island – Expedition in den Tod, Erscheinungsdatum: 2. März 2015)
4. Beyond the Ice Limit, 2016 (deutsch Ice Limit – Abgrund der Finsternis, Erscheinungsdatum: 2017); baut auf dem Roman The Ice Limit von 2000 auf.
5. The Pharaoh Key, 2018 (deutsch Pharaoh Key – Tödliche Wüste, Erscheinungsdatum: 2019)

#### Corrie-Swanson-und-Nora-Kelly-Reihe
1. Old Bones, 2019 (deutsch Old Bones – Tote lügen nie, Erscheinungsdatum: 3. August 2020)
2. The Scorpion's Tail, 2021 (deutsch Old Bones – Das Gift der Mumie, Erscheinungsdatum: 1. Juli 2021)
3. Diablo Mesa, 15. Februar 2022 (deutsch Old Bones – Die Toten von Roswell, Erscheinungsdatum 30. Juli 2022)
4. Dead Mountain (deutsch Old Bones – Das neunte Opfer, Erscheinungsdatum: 3. März 2025)[6]

#### Sonstige
- Mount Dragon. 1996 (deutsch Mount Dragon – Labor des Todes, übersetzt von Thomas A. Merk)
- Riptide. 1998 (deutsch Riptide – Mörderische Flut, übersetzt von Thomas A. Merk)
- Thunderhead. 1999 (deutsch Thunderhead – Schlucht des Verderbens, übersetzt von Thomas A. Merk)
- The Ice Limit. 2000 (deutsch Ice Ship – Tödliche Fracht, übersetzt von Klaus Fröba)
- Extraction. 2012 (deutsch Snap – Im Haus des Bösen : Eine Aloysius Pendergast-Kurzgeschichte, bisher nur als E-Book und Hörbuch erschienen)[7]

## Romanverfilmungen
- 1996: Das Relikt (Relic)
- 2001: Jennie, die Unbezähmbare (The Jennie Project)
- 2002: Superfire – Inferno in Oregon (Superfire)